# Komnenos

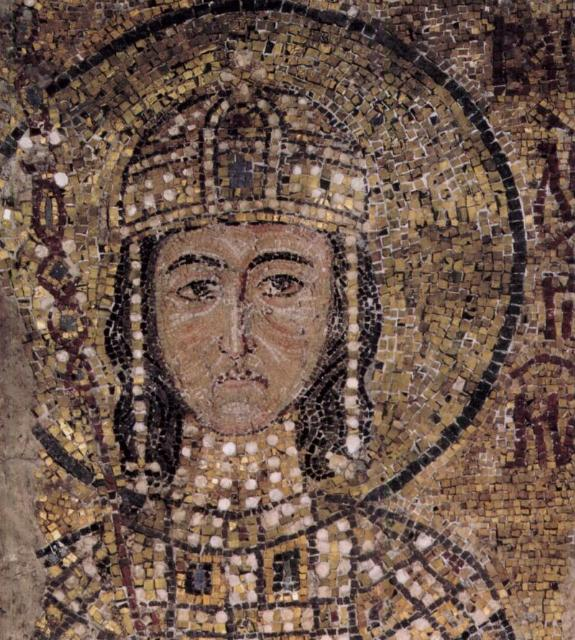
Alexios I Komnenos avbildad i en mosaik i Hagia Sofia, Konstantinopel.

Komnenos (grekiska: Κομνηνός) var en av de mest framstående kejserliga dynastierna i Bysantinska rikets historia, eftersom de lyckades stoppa rikets nedgång under sin tid vid makten, 1081–1185.
Ätten Komnenos kom troligen från Paflagonien, kanske från Kastamonu slott, ett namn som kan vara bildat av Castra Comnenus. Huset Komnenos bildades i och med att Isak I Komnenos gjorde anspråk på Bysantinska rikets tron 1057 efter att han besegrade kejsar Mikael VI. Huset hade emellertid inte full makt över riket förrän under Isaks brorson Alexios I Komnenos, som blev kejsare 1081. I samband med detta synes alla tidigare ledande familjer ha försvunnit, som Skleros och Argyros. Individer av dessa familjer synes ha lämnat landet och gift in sig i kungliga familjer i Ryssland, Frankrike, i det tyska språkområdet, Polen, Ungern och Serbien.
Komnenos var genom Alexios I gifte med Irene Doukaina släkt med ätten Doukas, varför deras ättlingar ofta kallas ”Komnenodoukai”. En av dessa var Theodora, som gifte sig med en av ätten Angelos och blev anmoder till kejsarna Isak II Angelos och Alexios III Angelos.
Bysantinska riket blev en genomfarled för korsriddarna under Första korståget då korsfararstaterna bildades. Huset Komnenos var inblandade i diverse angelägenheter kring detta, bland annat gifte sig flera medlemmar av ätten med de regerande husen i Furstendömet Antiokia och Kungariket Jerusalem.
Till Komnenos-ätten hör Anna Komnena, poet och en av de första kända kvinnliga historikerna. Hon var syster till kejsar Johannes II Komnenos, som efterträdde Alexios. Så småningom delade sig ätten i flera grenar. Eftersom successionen inte var bunden till företrädarens äldste son, var det ständiga maktkamper, konspirationer och intriger mellan släktingarna.
När deltagarna i det fjärde korståget år 1204 erövrat Konstantinopel och bildat det kortlivade Latinska riket, begav sig en gren av Komnenos-ätten tillbaka till Paflagonien och grundade Kejsardömet Trabzon vid Svarta havet. Den första kejsaren var Alexios I av Trabzon, sonson till kejsar Andronikos I Komnenos, och de regerade Trabzon i 250 år, tills den osmanske sultanen Mehmed II intog landet. Denna gren av ätten kallas på grekiska: Megaloi Komnenoi eller Megalokomnenoi, 'De stora Komnenerna'.
En prins av Komnenos-ätten, Mikael Angelos Komnenos Doukas, ättling till Alexios I, grundade efter erövringen av Konstantinopel 1204 Despotatet Epirus. En annan medlem av ätten, Isak Komnenos, grundade ett kejsardöme på Cypern på 1100-talet, men ön erövrades senare av Rickard I av England under Tredje korståget.
Konstantinopel återtogs 1261 av ätten Palaiologos, en sidolinje till Komnenos. Palaiologos regerade till Konstantinopels fall 1453.